# Società Sportiva Pro Italia 1945-1946
Questa voce raccoglie le informazioni riguardanti la Società Sportiva Pro Italia nelle competizioni ufficiali della stagione 1945-1946.

## Rosa
| N. |                   | Ruolo | Calciatore       |
| -- | ----------------- | ----- | ---------------- |
|    | Italia (bandiera) | C     | Azzu             |
|    | Italia (bandiera) | A     | Giugni           |
|    | Italia (bandiera) | D     | Casamassima      |
|    | Italia (bandiera) | A     | Giuseppe Carenza |
|    | Italia (bandiera) | P     | Tedeschi         |
|    | Italia (bandiera) | D     | G. De Bartolomeo |
|    | Italia (bandiera) | A     | Manfré           |
|    | Italia (bandiera) | A     | Ferroni          |
|    | Italia (bandiera) | C     | Rancati          |
|    | Italia (bandiera) | C     | Mario Frappi     |
|    | Italia (bandiera) | A     | Picogna          |
|    | Italia (bandiera) | C     | Fugazzaro        |

| N. |                   | Ruolo | Calciatore  |
| -- | ----------------- | ----- | ----------- |
|    | Italia (bandiera) | C     | F. Lingesso |
|    | Italia (bandiera) |       | Rianer      |
|    | Italia (bandiera) | C     | Venneri     |
|    | Italia (bandiera) | D     | Musci       |
|    | Italia (bandiera) | D     | Marino      |
|    | Italia (bandiera) | C     | Fallone     |
|    | Italia (bandiera) | D     | Funari      |
|    | Italia (bandiera) | C     | De Lorenzo  |
|    | Italia (bandiera) | A     | De Michelis |
|    | Italia (bandiera) | D     | Lepre       |
|    | Italia (bandiera) | A     | Serafini    |